# Jaroslav Dlouhý
Jaroslav Dlouhý pseudonym: Jan Bělina (18. ledna 1869, Bezděčno u Lomnice nad Popelkou – 26. července 1929, Přepeře u Turnova) byl český římskokatolický kněz litoměřické diecéze, arciděkan, biskupský vikář a český náboženský spisovatel.

## Životopisné údaje
Gymnázium absolvoval v Jičíně, teologická studia na diecézním ústavu bohosloveckém v Litoměřicích. Na kněze byl vysvěcen 2. července 1893 v Litoměřicích. V letech 1893 až 1907 byl kaplanem v Semilech, potom se stal farářem v Loukovci u Mnichova Hradiště a po smrti arciděkana Tyrichtra byl jmenován farářem v Přepeřích u Turnova od 1920 a biskupským vikářem turnovského vikariátu. Zde působil za obtížných poměrů a bojů s katolickými odpadlíky k církvi československé až do své smrti.

## Spisovatelská činnost
V Semilech poznal coby mladý kněz předsudky a náboženské nedostatky lidu továrního proti svaté církvi a náboženství, což zavdalo mu podnět ke studiu nábožensko-apologetických otázek a přimělo ho ke spisování. Kaplan Jaroslav Dlouhý začal psát pod pseudonymem Jan Bělina nejprve apologetické úvahy do „Slov pravdy“, do „Časových úvah“ a do „Hlasů katolického spolku tiskového“.
Se zvláštní oblibou věnoval se homiletice a na tomto poli velmi dobře uplatnil své spisovatelské nadání. Používal literaturu italskou, francouzskou, španělskou a polskou, obohacoval myšlenkami a vhodnými příklady českou homiletiku a katechetiku. V české náboženské literatuře zanechal trvalou stopu.

### Publikované články
Slova pravdy (časopis)
- Spiritismus, vyšlo: 1898
- Pravda a lži o papežích, vyšlo: 1899
- Církev a zlo na světě, vyšlo: 1899
- Církev a boj proti ní, vyšlo: 1900
- Jsem také katolický křesťan, vyšlo: 1901
- Lurdy v roce 1901, vyšlo: 1902
- Národové, vraťte se ke Kristu, (vyšlo: 1902
- Lurdy v roce 1902, vyšlo: 1903
- Křesťanská žena za prvních dob církve, vyšlo: 1903

Časové úvahy (časopis)
- Katakomby, vyšlo: 1903
- Účelnost v přírodě, vyšlo: 1904
- Spojenci spiritistů, vyšlo: 1905
- Víra a věda, vyšlo: 1906
- Svobodné zednářství, vyšlo: 1906
- O duši lidské, vyšlo: 1908
- Dělnické zahrady, vyšlo: 1910
- Mravouky bez Boha, vyšlo: 1913
- Úpadek vědy, vyšlo: 1915

Hlasy katolického spolku tiskového (časopis)
- Kdo jest otrokem?, vyšlo: 1903
- Spiritismus, vyšlo: 1906

Lidová knihovna
- Rozumem k pravdě, vyšlo: 1902, sv. III.
- Obrana víry katolické pro lid, vyšlo: 1902, sv. III.

Obrana víry (sborník)
- Vstal Ježíš Kristus z mrtvých, vyšlo: 1906, č. 1.,2.

Vzdělávací knihovna katolická
- Bible a věda, vyšlo: 1916. Dostupné online

Homiletika
- Maria, útočiště hříšníků, májová pobožnost, Olomouc, 1907
- Maria v životě a ctnostech, 31 májových promluv, Praha, 1910
- Nedělní kázání, Praha, 1909-1910
- Utrpení Krista Pána a svátost pokání, postní kázání

Katechetika
- I. O Apoštolském vyznání víry
- II. O přikázáních
- III. O svátostech
- IV. O mši sv. (nedokončena)